# Молодые регионы
Молодые регионы — украинская молодёжная общественная политическая организация, молодёжное крыло «Партии регионов». С 2002 по 2010 годы носила название «Союз молодёжи регионов Украины» (СМРУ). Председателем являлся депутат верховной рады Украины Андрей Пинчук

## Цели
Целью деятельности СМРУ объявлялось удовлетворение и защита законных, социальных, экономических, творческих, духовных, возрастных, национально-культурных и других общих интересов своих членов и украинской молодёжи.
Основную свою задачу Союз молодёжи регионов Украины формулировал как объединение молодёжи для создания надлежащих условий всестороннего развития личности, профессионального роста и взаимопомощи в реализациях общих и личных интересов, побуждение молодёжи принимать активное участие в процессе реализации государственной молодёжной политики.

## История
12 декабря 2003 года состоялся Первый съезд Союза молодёжи регионов Украины, который принял важные решения для дальнейшего развития и установления молодёжного крыла Партии регионов. На съезде был утвержден Устав организации, избраны её руководящие органы. На этом же съезде главой Всеукраинской молодёжной общественной организации «Союз молодёжи регионов Украины» был избран народный депутат Украины Виталий Хомутинник.
В 2003 году СМРУ выступила одним из инициаторов создания Национального совета молодёжных организаций Украины, которая объединила большинство Всеукраинских молодёжных организаций и объединений.
Союз молодёжи регионов Украины имел свои представительства во всех регионах Украины, а также в Киеве и Севастополе.

## Деятельность
В 2010 году «Союз молодёжи регионов Украины» (СМРУ) изменил название на «Молодые регионы». Молодёжная организация дружила в России с «Молодой гвардией Единой России».
15 марта 2012 года на центральной площади Николаева (носившей имя площадь Ленина) прошёл митинг с осуждением убийства Оксаны Макар. Количество пришедших пресса оценивала от двух до десяти тысяч. Со стороны властей была попытка проведения контр-митинга — «Молодые регионы» зарегистрировали в горисполкоме свой митинг и поставили свою сцену и звук на 30 минут раньше, регионалы пытались перевести митинг в иное русло. В итоге одновременно звучали выступления с двух сцен; пресса отметила, что «Молодые регионы» едва не сорвали митинг против насильников.